# Robert Day
Robert Day (Sheen, 1922. szeptember 11. – Bainbridge Island, Washington, USA, 2017. március 17.) angol filmrendező.

## Filmjei

### Mozifilmek
- Tarzan és az inkák kincse (Tarzan and the Valley of Gold) (1966)
- Tarzan és a jaguár szelleme (Tarzan and the Great River) (1967)

### Tv-filmek
- Ne vedd el a gyermekemet! (Black Market Baby) (1977)
- Verseny az Északi sarkért (Cook & Peary: The Race to the Pole) (1983)
- Gyermekáldás (Celebration Family) (1987)
- Tűzviharban: A 37. emelet foglyai (Fire: Trapped on the 37th Floor) (1991)

### Tv-sorozatok
- The Buccaneers (1956–1957, nyolc epizód)
- The Adventures of Robin Hood (1957–1960, 12 epizód)
- The Avengers (1967, hat epizód)
- Támadás egy idegen bolygóról (The Invaders) (1968, két epizód)
- The F.B.I. (1968–1969, kilenc epizód)
- Bracken's World (1969–1970, négy epizód)
- San Francisco utcáin (The Streets of San Francisco) (1973, három epizód)
- Kojak (1975, egy epizód)
- Dallas (1978, három epizód)